# Otar Biestajew
Otar Omarowicz Biestajew (ur. 28 października 1991 roku we Władykaukazie) – kirgiski judoka pochodzenia rosyjskiego startujący w kategorii do 60 kg.

## Kariera
Mistrz Federacji Rosyjskiej w Judo z 2010 roku oraz wicemistrz z 2014 roku.
Jako zawodnik Kirgistanu występuje od początku 2015 roku. Decyzję tę podjął za namową Abdudżaliła Junusowa - wiceprezydenta Kirgiskiej Federacji Judo. W nowych barwach zdobył srebrny medal na Mistrzostwach Azji w Judo w 2015 roku. Reprezentant Kirgistanu na Igrzyskach w Rio de Janeiro, gdzie odpadł w 1/8 finału. W 2017 roku na Igrzyskach Solidarności Islamskiej zajął trzecie miejsce w kategorii do 60 kg. W lipcu 2021 roku ogłosił zakończenie kariery.

## Życie prywatne
Pochodzi z rodziny o sportowych tradycjach - jego ojciec również zajmował się judo. Treningi rozpoczął w trzeciej klasie. Początkowo interesował się również gimnastyką. Ukończył Narodowy, Północno-Osetyjski Uniwersytet na kierunku kultury fizycznej i sportu.
Odznaczony tytułem Mistrza Sportu Rosji.